# NEMS
NEMS（ネムスと読む。Nano Electro Mechanical Systems）は、主に半導体集積回路作製技術を用いて作製されたnmオーダーの機械構造を持つデバイスのことである。電子集積回路との集積化も可能である。
加工技術の微細化により、MEMSよりも小さな機械構造を作製できるようになり、NEMSの実現が可能となった。
材料としてはMEMSで使用されたものに加え、カーボンナノチューブやDNA、生体分子などが使用される。
今のところバイオテクノロジーやnano領域での計測、操作が主な応用先である。
MEMSデバイスの一部がnmオーダーの場合（例えばAFMのカンチレバーなど）でもNEMSと分類されることがある。
語としては、NEMSとナノマシンの関係は、MEMSとマイクロマシンのそれと同じようなところであるが、ナノマシンは生体分子そのものを指すこともあったり、SFなどで空想的に使われていることもあり、現実的にはより広い範囲を指しているものとされているように思われる。